# InPost

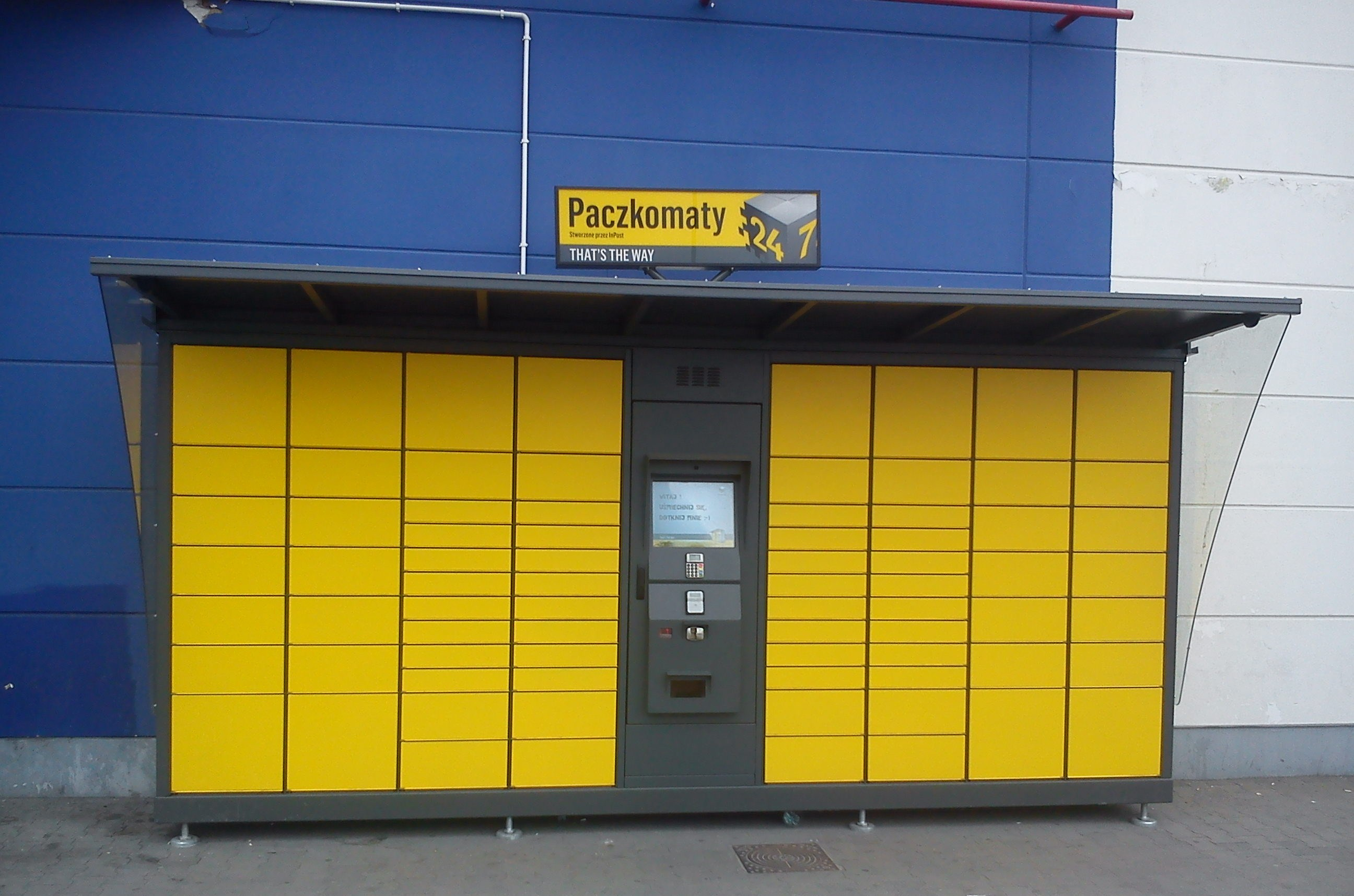
Paketautomat von InPost

InPost S.A. (AG) ist ein privater Postdienstleister mit Sitz in Krakau im Süden Polens. 
2009 führte das Unternehmen die Paketautomaten (polnisch paczkomat(y)) in Polen ein. Es gibt inzwischen mehr als 19.000 Packstationen in Polen.
Die Firma ist auch im Vereinigten Königreich (mehr als 8.000 Packstationen, Stand jeweils 2023), Italien, Frankreich, Kanada, Russland, Tschechien, der Slowakei und in Ungarn tätig.
Die von Inpost gebauten Packstationen werden in folgenden Ländern durch lokale Postdienstleister genutzt: Chile, Estland, Lettland, Litauen, Australien, Kolumbien, Irland und Island.
2017 erfolgte der Einstieg von Advent International.
Das Unternehmen ist seit 2021 an der Euronext in Amsterdam notiert.
|  | Dieser Artikel wurde aufgrund wesentlicher Mängel auf der Wartungs- und Qualitätssicherungsseite des Portal:Unternehmen eingetragen. Artikel, die nicht signifikant verbessert werden können, werden gegebenenfalls gelöscht. Bitte hilf mit, die inhaltlichen Mängel dieses Artikels zu beseitigen, und beteilige dich an der Diskussion. |